# Artemis 4
Artemis 4 (oficial Artemis IV) este a patra misiune planificată a programului Artemis al NASA. Misiunea va lansa patru astronauți pe o rachetă Space Launch System și o capsulă Orion către Lunar Gateway și va fi a doua aterizare lunară a programului Artemis. Artemis IV este programată să fie lansată nu mai devreme de septembrie 2028.

## Planul misiunii
Obiectivul principal al misiunii va fi asamblarea Lunar Gateway. Misiunea va livra către Gateway modulul de habitat I-Hab, dezvoltat de Agenția Spațială Europeană și agenția spațială japoneză JAXA. Modulul va fi andocat cu primele elemente Gateway, elementul de putere și propulsie și avanpostul de locuire și logistică.
Astronauții se vor îmbarca apoi pe o navă HLS andocată la stație și vor coborî pe suprafața lunară pentru o misiune de mai multe zile.